# KALORIA
„KALORIA“, technická kancelář pro zařizování ústředního topení a větrání všech soustav, s. r. o. byla společnost, jež vznikla v roce 1919 v Hradci Králové a zabývala se výrobou a instalacemi ústředního topení a větrání. Svoje sídlo měla v domě čp. 310 na Eliščině nábřeží, od poloviny 30. let na nábřeží Bedřicha Smetany čp. 835 (Palace Garáže Ing. Nováka), kde jí bylo v roce 1934 povoleno vyvěsit reklamní praporce. 

## Historie
Firma byla založena roku 1919 v Hradci Králové dvěma společníky, kteří pracovali v oboru ústředního topení po dobu 30 let v nejčelnějších zdejších závodech. Na jejím počátku stála stejnojmenná pražská firma, která např. v roce 1916 nabízela patentní úsporný pohyblivý rošt, o němž v reklamě tvrdila toto: „Dá se zasaditi do každého sporáku. Hodí se pro všechny domácnosti. Peče a vaří jakékoliv množství pokrmů. Manipulace jednoduchá a pohodlná. Netřeba vyjímati z kamen. Úspora až 2/3 uhlí.“
Tehdejší stále vysoké ceny paliva totiž nutily stavební podnikatele, aby co nejvýhodněji investovali potřebný kapitál na zařízení ústředních topení, která byla sice dražší než topení obyčejnými kamny, avšak svými velkými výhodami, mezi něž patřily úspory na palivu, na obsluze a naprosté čistotě celého provozu, daleko předčily topení obyčejnými kamny. Bez tohoto zařízení nebylo již myslitelné vytápění veřejných budov, jakož i moderních vil, měly-li svému účelu vyhovovat. Firma se svým naprosto odborným a solidním jednáním zavedla velmi rychle v celém kraji a disponovala velkým počtem vyškolených montérů, svářečů a pomocných sil.
Prvním velkým počinem byla instalace ústředního topení v ředitelství státních drah v Hradci Králové. Počátkem 20. let 20. století provedla montáže a práce u firem Kávoprůmysl, Antonín Petrof, továrna pian, Městské Klicperovo divadlo, K. V. Skuherský, Palác Obchodní banky, Všeobecná veřejná nemocnice, Obecné a měšťanské školy, Dělnický dům, Grand-hotel, vesměs v Hradci Králové; dále Veřejná nemocnice v Přerově, Novobydžovská spořitelna, Městská dívčí škola Hodonín a mnoho jiných. Tuto firmu známe též z dřívějších Gočárovských staveb v Hradci Králové (gymnázium, Anglobanka), byla i účastná na stavbách dvou z nejmodernějších ústavů nemocničních, a to v Hradci Králové a v Pardubicích. Ústřední topení namontovala i do nového paláce ředitelství státních drah na Ulrichově náměstí. Roku 1926 instalovala ústřední topení také do školy ve Smiřicích. V roce 1933 firma pracovala na projektu teplárny. Ústředním topením zařídila i budovu spořitelny v Železném Brodě, která byla postavena v letech 1935-1936, a to s použitím tuzemských výkonných, ekonomických a přitom levných kotlů Ligno od Pražské železářské společnosti. Následujícího roku vybavila ústředním topením i novostavbu hronovské spořitelny. V roce 1937 dodala ústřední topení i s kotelnou také do sborového velitelství, dnešního sídla Lékařské fakulty Univerzity Karlovy v Hradci Králové.
Vedle ústředních topení všech soustav se firma věnovala projektování a zařizování sušáren pro průmyslové závody, ventilačních zařízení, čerpacích zařízení, lázeňských zařízení, hygienických zařízení pro nemocnice a ústavy, parních kuchyní, parních prádelen, přípravě teplé vody, dezinfekci a autogennímu sváření kovů.
Žirový účet měla u Diskontní společnosti v Hradci Králové a u Anglo-československé banky tamtéž, protože mnohé její zakázky byly i mimo hranice Československé republiky. Přesto o sobě nechávala vědět prostřednictvím řady reklam a účastí na různých výstavách, např. 3. července – 2. srpna 1926 Hospodářsko-průmyslové výstavy severovýchodních Čech v Jaroměři nebo 3. – 17. června 1934 II. Orientačního trhu obchodu, živností a průmyslu v Hradci Králové pod protektorátem městské rady královéhradecké. V roce 1939 zemřel zakladatel firmy Ing. K. Seifert.
Firma přežila úspěšně období německé okupace, i když v roce 1940 se objevuje zmínka o její likvidaci, během dvouletky byla ještě komanditní společností a v roce 1948 došlo k jejímu znárodnění. Nedlouho poté byla rozdělena na složku projekční a provozní.